# Frederick Heckwolf
Frederick J. Heckwolf (St. Louis, 7 gennaio 1879 – St. Louis, 21 marzo 1924) è stato un velocista statunitense.
Heckwolf partecipò alla gara dei 100 metri piani ai Giochi olimpici di Saint Louis 1904, dove ottenne il quinto posto.